# Adeaze
Adeaze est un groupe de RnB neo-zélandais composé des frères Nainz et de Viiz Tupa'i. Le premier album du groupe, Always and for Real, sort en 2004 et atteint les premières places du hit-parade néo-zélandais.
Débutant en jouant à l'église, les frères Nainz prirent le temps de développer leurs maîtrises de différents instruments et d'améliorer les prestations sur scène. Durant leur adolescence, leur passion pour la musique grandit et Adeaze se produisit de plus en plus régulièrement dans des églises et dans des écoles
En 1999, les frères Nainz suivirent les cours de la Excel School of Performing Arts et furent diplômés du Diplomas in Performance graduating en étant major de promotion, puis enchaînèrent sur une tournée nationale en Nouvelle-Zélande avec les étudiants de Excel. La même année, Adeaze attira l'attention de Brotha D du label Dawn Raid qui, reconnaissant le talent des artistes, invita le duo à enregistrer deux titres pour la compilation Southside Story.
En mai 2008 lors d'une interview pour le magazine Rip It Up, la Première ministre Helen Clark déclara qu'Adeaze était son groupe de musique néo-zélandais préféré.

## Discographie
| Date de sortie | Titre               | Label                   | Classement | Récompense | Numéro de catalogue |
| -------------- | ------------------- | ----------------------- | ---------- | ---------- | ------------------- |
| Albums         |                     |                         |            |            |                     |
| 2004           | Always and for Real | Dawn Raid Entertainment | 1          | -          |                     |

### Singles
| Année | Titre                                   | Album             | Classement au hit-parade néo-zélandais | Récompense |
| ----- | --------------------------------------- | ----------------- | -------------------------------------- | ---------- |
| 2003  | "A Life With You"                       |                   | -                                      | -          |
| 2004  | "Hook Up"                               |                   | -                                      | -          |
| 2004  | "How Deep Is Your Love"                 |                   | -                                      | -          |
| 2004  | "Getting Stronger" (featuring Aaradhna) | Always & For Real | 1                                      | -          |